# 2023年のドイツグランプリ (ロードレース)
2023年ドイツグランプリは、ロードレース世界選手権の2023年シーズン第7戦として、6月17日から18日までドイツ・ザクセン州ケムニッツのザクセンリンクで開催されたイベント。